# 哥斯達黎加犬牙鱂
哥斯達黎加犬牙鱂，為輻鰭魚綱鯉齒目鰕鱂亞目溪鱂科的其中一種，為熱帶淡水魚，分布於中美洲巴拿馬、尼加拉瓜及哥斯大黎加淡水流域，體長可達7公分，棲息在海平面至海拔1500公尺的小溪、沼澤，以昆蟲為食，生活習性不明。

## 擴展閱讀
維基物種上的相關：哥斯達黎加犬牙鱂